# Emma Ångström

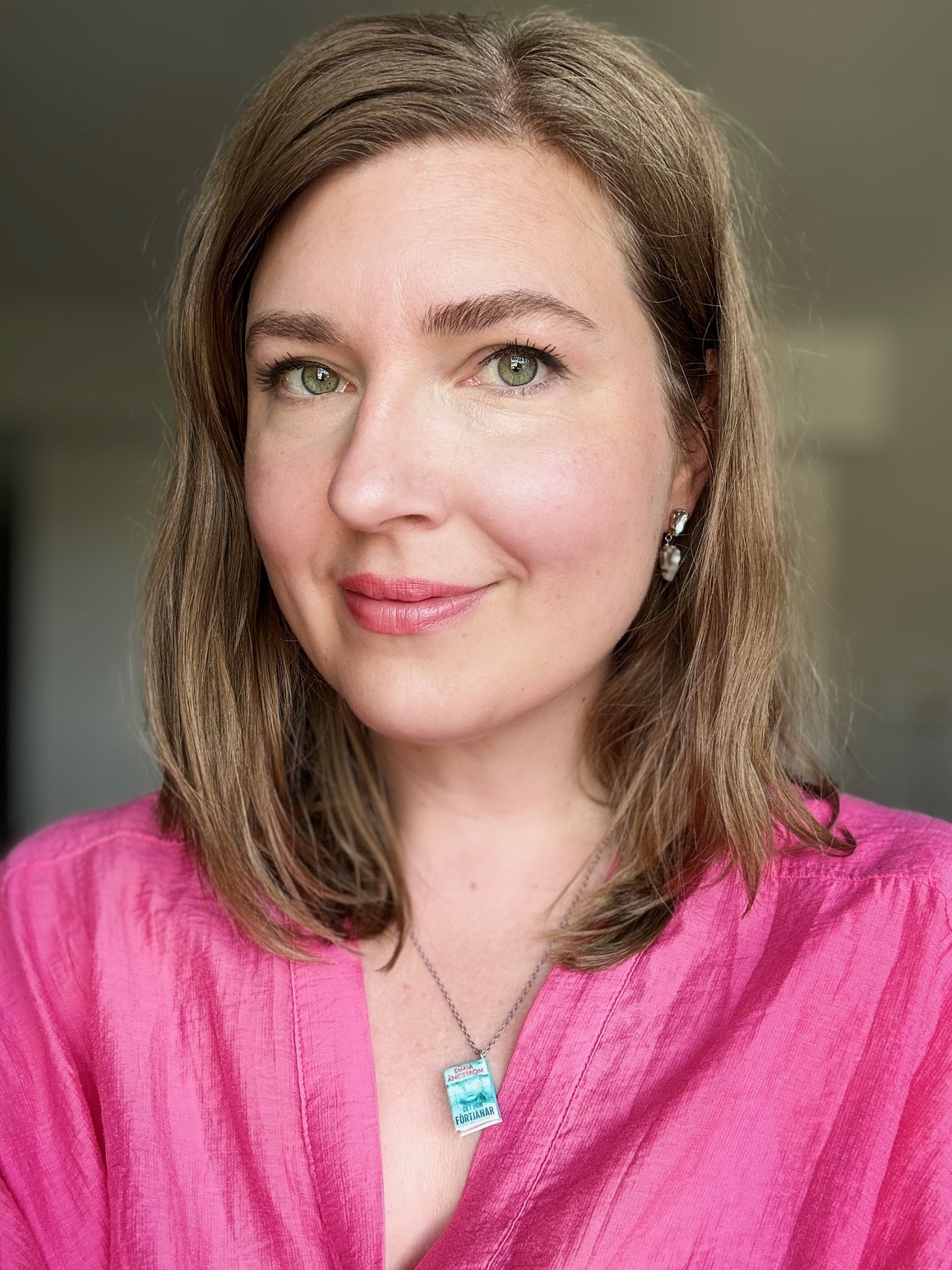
Emma Ångström 2024.

Emma Ångström, född 3 augusti 1982 i Västerås, är en svensk författare, journalist och kommunikatör. 

## Biografi
Emma Ångström började skriva som reporter och redaktör på Vestmanlands Läns Tidning 1999 och fortsatte sedan som krönikör och frilansjournalist för Upsala Nya Tidning och ett flertal magasin. 
Ångström debuterade 2009 med romanen Och allt är förvridet (Alfabeta förlag). Debutromanen nominerades till Stockholmspriset och jämfördes av akadmiledamoten Per Wästberg med Hjalmar Söderbergs tidiga verk.
Efter debuten gav Ångström ut fyra spänningsromaner på Piratförlaget 2016–2021. Böckerna har sålts till nio länder (Australien, Tyskland, Grekland, Nya Zeeland, Tjeckien, Polen, Ryssland, England, USA).
2023 påbörjade Ångström en ny spänningserie om Edda Nord som jobbar som kommunikatör på en kvinnojour. Genom sitt arbete får hon möta kvinnor som lever i en helt annan verklighet. Det hon förtjänar inleder spänningsserien där Ångström utforskar de mörka sidorna i mänskliga relationer.